# Los Angeles Herald Examiner
Il Los Angeles Herald Examiner è stato un quotidiano di informazione pubblicato negli Stati Uniti d'America, fu fra i più importanti di Los Angeles, pubblicato dal lunedì al venerdì nel pomeriggio mentre di mattina il sabato e la domenica.

## Storia
Fondato con il nome di Los Angeles Examiner da William Randolph Hearst  nel 1903, si fuse con il Los Angeles Herald-Express nel 1962
Celebre anche per aver riportato per primo la notizia dell'omicidio della ventiduenne Elizabeth Short, soprannominata dal giornalista del Los Angeles Herald-Express Bevo Means, Black Dahlia.
Fra i suoi collaboratori si rilevano Joseph Farah e William R. Hearst III. Termina la sua pubblicazione nel 2 novembre 1989.